# Nordcoke
Die Nordcoke war ein Frachtschiff mit, für ihre Zeit, sehr fortschrittlichen stählernen Lukendeckeln.

## Geschichte
Das Massengutschiff Nordcoke wurde 1936 von der Lübecker Maschinenbau-Gesellschaft, Lübeck, im Auftrag der Reederei Norddeutsche Kohlen- und Kokswerke AG in Hamburg gebaut. Der Stapellauf unter der Baunummer 356 erfolgte im Sommer 1936. Im Dezember 1936 folgte die Ablieferung des Schiffs an die Reederei. Nachdem der Dampfer Nordcoke bis zum Beginn des Zweiten Weltkriegs zur Zufriedenheit der Reederei im Dienst war, wurde er 1939 auf die Nordische Transport- und Schiffahrts Gesellschaft in Hamburg übertragen und später 1939 in Nordlicht umbenannt.
Im Mai 1945 wurde die Nordlicht vom britischen Ministry of War Transport beschlagnahmt, mit dem Heimathafen London unter das Management von James Westoll Limited gebracht und nach seiner Umbenennung in Empire Conwear im Oktober 1945 zunächst aufgelegt. 1946 wurde das Schiff an die sowjetische Regierung übergeben, in Archangelsk registriert und Armavir benannt.
Nach der Weitergabe 1947 an Polen und Umbenennung in Kolno mit Heimathafen Gdynia wurde es zunächst von der Żegluga Polska weiterbetrieben, 1951 auf die neu gegründete staatliche Polskie Linie Oceaniczne übertragen und 1960 an die Polska Żegluga Morska in Stettin weitergegeben. Am 14. März 1967 hatte die Kolno auf der Odense Å eine Kollision mit dem dänischen Frachter Østbornholm, konnte aber weiterbetrieben werden. Nach einer Strandung im schwedischen Falsterbo am 7. Januar 1970, wurde die Kolno ab dem 2. April 1971 in Swinemünde aufgelegt und nur noch zur Dampferzeugung genutzt. Ab April 1983 erfolgte schließlich der Abbruch des Schiffes.

## Anordnung und Funktion der Lukendeckel
Üblicherweise wurden Laderäume von Trockenfrachtern bis in die 1950er Jahre mit Scherstöcken und  Holzdeckeln verschlossen, welche mit darübergelegten Persenningen, Schalklatten und Schalkhölzern seefest verschlossen wurden. Dazu benötigte man zum einen relativ viel Deckspersonal, zum anderen kostete es verhältnismäßig viel Zeit.
Die Größe der Lukenöffnungen nahm im Laufe der Jahre, unter anderem durch den Einsatz größerer Greifer beim Massengutumschlag oder der Verschiffung größerer Kolli in der Stückgut- und besonders der Schwergutfahrt zu.
Die Stahllukendeckel (Es wird in den Quellen auch von eisernen Lukendeckeln gesprochen) der Nordcoke waren in Querschiffsrichtung geteilt und wurden beim Öffnen zunächst mit dem Ladegeschirr zur Hälfte geöffnet und auf die noch geschlossene Hälfte gelegt. Daraufhin wurde das Lukendeckelpaar mit Taljen und Blöcken geöffnet und senkrecht aufgestellt. Die Lukendichtung bestand aus einer Hanfpackung, die mit Paraffin wasserdicht gehalten wurde.
Die, mit über 10 × 10 Meter damals sehr großen, Lukenöffnungen der Nordcoke sollten, so der Ansatz der Norddeutschen Kohlen- und Cokes-Werke A.-G. den Ladungsumschlag des auf die Kohlen- und Erzfahrt spezialisierten Frachtdampfers beschleunigen. Auch das Öffnen und Schließen der Luken nahm nur noch wenige Minuten in Anspruch. Ein weiterer, wenn auch eher nebensächlicher Vorteil der Konstruktion lag neben der Arbeits- und Zeitersparnis darin, dass an Deck kein Stauraum für die sonst üblichen zahlreichen Holzdeckel vorhanden sein musste.

## Weiterentwicklung
Die bei den Luken der Nordcoke eingesetzte Deckelkonstruktion  wurde  nach dem Zweiten Weltkrieg verhältnismäßig schnell durch  Mac-Gregor-Systeme ersetzt, deren Entwicklung bereits in den 1920er und 1930er Jahren begann.
Der schon 1910 gebaute und im Krieg versenkte Dampfer Clara Blumenfeld derselben Reederei bekam bei seiner Wiederherstellung im Jahr 1950 ein rollbares Mac-Gregor-Lukendeckelsystem  mit Gummidichtungen, was sich als weniger wartungsintensiv zeigte.
Nachdem die ehemalige Nordcoke 1947 an Polen abgeliefert wurde, entwickelte die Stettiner Werft  Stocznia Szczecińska im. A. Warskiego daraus  den Stocznia Szczecińska B-32, ihren ersten Nachkriegs-Serienfrachtschiffstyp, der in 41 Einheiten gebaut wurde.